# Диспозиция (орган)
Диспози́ция (лат. dispositio, расположение; нем. Disposition der Orgel, Orgeldisposition, фр. disposition (composition) de l'orgue) или (редко) спецификация (англ. organ specification) орга́на — перечень технико-игровых характеристик органа, включающий в себя прежде всего список регистров данного органа с указанием их распределения по мануалам (веркам или подразделениям), а также  
описание вспомогательных игровых устройств, указание вида игровой и регистровой трактур,  диапазона клавиатур и педали (а при необходимости — отдельных регистров), высоты строя, способа настройки (темперации) и др.
Подробные диспозиции органов могут дополнительно включать в себя информацию о материале труб каждого регистра, годы изготовления или реставрации определённых регистров (у органов, подвергавшихся перестройкам и реставрациям), схемы многорядных регистров, указание регистров, расположенных на проспекте и т. п.
Диспозиция органа является важной информацией для органиста при составлении предварительного регистрового плана (регистровки) исполняемых им произведений на конкретном, не знакомом ему ранее, органе (а также выбора концертной программы, сообразующейся со стилевыми и техническими возможностями данного органа). Так, при организации органных конкурсов обязательно публикуются диспозиции органов, на которых предстоит играть участникам.
Пример диспозиции органа: Орган Большого зала Московской консерватории.